# Runnin' with the Devil
"Runnin' with the Devil" é uma canção de rock de 1978 da banda Van Halen, presente em seu álbum de estreia. As letras da música foram inspiradas pela canção "Runnin' from the Devil" do Ohio Players. A canção é uma das mais conhecidas da banda e é frequente nas setlists dos shows. Em 2009 foi nomeada a nona maior canção de hard rock de todos os tempos pela VH1.